# Kolin (stacja kolejowa)
Kolin – stacja kolejowa w Kolinie, w województwie zachodniopomorskim.

## Ruch pasażerski
| Rok  | Wymiana pasażerska na dobę |
| ---- | -------------------------- |
| 2017 | 20-49                      |
| 2022 | 20-49                      |

## Połączenia
- Choszczno
- Krzyż
- Stargard
- Szczecin
- Poznań